# Percy (Manche)
Pour les articles homonymes, voir Percy.
Percy est une ancienne commune française du département de la Manche et de la région Normandie, peuplée de 2 357 habitants, devenue le 1er janvier 2016 une commune déléguée au sein de la commune nouvelle de Percy-en-Normandie.

## Géographie

### Localisation
La commune est au sud du Pays saint-lois. L'atlas de paysages de la Basse-Normandie la place dans l'unité du Bocage en tableaux située principalement à l'est de Saint-Lô, mais qui comporte une exclave au sud-ouest dont fait partie Percy à l'extrême sud-ouest, et caractérisée par « une série de vallées parallèles sud-ouest/nord-est » aux « amples tableaux paysagers ». Son bourg est à 9 km au nord de Villedieu-les-Poêles, à 26 km au sud-ouest de Saint-Lô et à 27 km au sud-est de Coutances. Couvrant 3 704 hectares, le territoire de Percy est le plus étendu du canton de Villedieu-les-Poêles.
| Hambye                          | Maupertuis | Villebaudon, Beaucoudray, Montabot                         |
| Hambye, Sourdeval-les-Bois      | Percy      | Montabot, Le Chefresne (comm. nouv. de Percy-en-Normandie) |
| Montaigu-les-Bois, La Bloutière | La Colombe | Le Chefresne (comm. nouv. de Percy-en-Normandie)           |

### Géologie et relief
Le point culminant (275 / 276 m) est le mont Robin, à l'est. Le point le plus bas (60 m) correspond à la sortie de la Sienne du territoire, au nord-ouest. La commune est bocagère.

### Hydrographie
Percy est entièrement dans le bassin de la Sienne qui délimite le territoire à l'ouest. Le nord est quant à lui délimité par son principal affluent, la Soulles, qui prend sa source sur la commune, au pied du mont Robin, et qui rejoint le fleuve côtier une cinquantaine de kilomètres plus loin. Une importante partie de la commune, dont le bourg, est drainée par la Gièze qui conflue avec la Sienne sur le territoire. Les eaux du sud et du nord-ouest sont collectées par deux petits affluents de la Sienne, respectivement le Tancray et la Doquette qui bordent la commune.

## Urbanisme

### Lieux-dits, hameaux et écarts
Les lieux-dits sont, du nord-ouest à l'ouest, dans le sens horaire : la Grande Vérablière, le Mesnil Coq, le Hamel Bertrand, le Hamel Bélanger, le Hamel au Doyen, Saint-Jean, la Cannière, la Gouisserie, le Clos Luc, la Norgère, la Logerie, le Hamel Bouteiller, la Petite Vérablière, les Barillières, la Pérelle, les Villains, la Henrière, l'Hôtel Morel, la Morlière, la Séroudière, les Baretières, la Castelière, le Festel, la Rouillerie, la Foulnelière, la Basserie, la Cannerie, le Mesnil Céron, la Binoudière (au nord), la Quéverie, la Renardière, la Davoudière, le Bois Morand, le Passelais, les Forges, la Huberdière, la Guillerie, le Vaudinet, le Hamel au Breton, la Maugerie, le Hamel Mincent, la Rivière, la Bossardière, la Malzardière, la Jametière, la Supplière, la Goupillière de Haut, la Tillandière, le Mont Fiquet, la Bergerie, le Mont Robin, les Hauts Vents, la Halle ès Monniers, la Fresnée, la Douve, le Bourg, la Croûte, la Crespinière, la Ménardière, la Masurie, les Hortensias, le Hamel Soismier, la Cavée, les Bretonnières (à l'est), la Hoctière, la Benoistière, le Pont Bacon, l'Arondel, le Hamel Baisnée, la Crique, le Hamel Chapon, la Bessinière, la Grange Carrée, le Hamel Genestey, la Durandière, le Moulin de Haut, la Gollerie, la Jacopière, la Maladrerie, le Vaugueux, la Blinière, la Noblerie, la Hassonnière, le Laurier, le Cardronnet (au sud), les Torchamps, le Hamel Châtel, la Gannerie, l'Asquerie, la Cage, la Caliperie, la Roche, la Mancellière, la Petite Mancellière, le Pavillon, la Petite Mancellière (deux lieux-dits à ce nom), le Hamel Charles, la Grande Mancellière, le Hamel ès Hervy, la Quesnellière, la Roctinière, le Hoc, le Hamel Canuet, la Vallerie, le Hamel Bertrand, la Monnerie, le Moulin de Bas, la Marquetière, la Voisinière, la Commune Ozon, le Hamel Blouet, les Grands Camps, Launay Brun, le Hamel aux Cerfs, le Hamel Jouaudin, le Hamel Blastier, Landaiserie, le Hamel Hubert, la Fétardière, la Goupillière, Sienne, l'Épinière, les Bagotières, le Hamel Castel, le Hamel Guilbert, la Rairie, le Hamel Guesnier (à l'ouest), le Hamel aux Louveaux, la Mare Olive, le Hamel Pinteur, le Val Bourdon, les Blanchamps, le Hamel Légard, les Berzelières, la Croix des Tondières, le Ronceray et la Porte aux Villains.

### Voies de communication et transports
Le bourg de Percy est traversé par la route départementale no 999 (ancienne route nationale 799) qui est, sur le territoire, la voie de la Liberté. Elle mène à Saint-Lô au nord et à Villedieu-les-Poêles au sud. La D 58 qui la croise dans le bourg permet au nord-ouest de retrouver Hambye et au sud-est Le Chefresne et Saint-Sever-Calvados. Traversant le bourg en parcours commun avec cette dernière, la D 98 rejoint Sourdeval-les-Bois à l'ouest et Montabot à l'est. Le territoire est parcouru par quelques autres départementales permettant de rejoindre les différentes communes limitrophes, parfois par différents parcours et lieux-dits. L'A84 est accessible au sud à La Colombe (sortie 38) ou à l'est à Pont-Farcy (sortie 39).

## Toponymie
Le nom de la localité est attesté sous la forme Persei en 1027.
Le toponyme est dérivé de l'anthroponyme latin Persius suivi du suffixe -acum.
Le gentilé est Percyais.

## Histoire

### Moyen Âge
Dans le douaire constitué vers 1025 pour l'épouse de Richard III de Normandie (v. 1008-1027), parmi les domaines concédés (cours) on trouve celui de Cérences.
En 1066, un Arnoul et Guillaume de Perci étaient aux côtés de Guillaume le Conquérant à Hastings. Ils firent souche en Angleterre dans le Yorkshire, l'Hampshire, l'Essex et le Lincolnshire. Guillaume de Perci mourut en 1096 à la première croisade.
La baronnie de la Roche-Tesson (La Colombe) s'étendait entre autres sur le territoire paroissial.
Au XIVe siècle, Robert de Percy, chevalier, est qualifié de seigneur de Percy et de Soulles. Sa fille, Agnès de Percy épousera en 1376 Jean du Saussey, seigneur de Servigny.
Lors de l'occupation de la Normandie par les Anglais (1418-1450), dans le cadre de la seconde phase de la guerre de Cent Ans, Jean de la Pole, tient les terres du Mesnil-Céron et de Moyon ayant appartenu à Nicolas Paynel, puis à sa fille Jeanne, mariée à Louis d'Estouteville,.

### Époque contemporaine
Le 1er janvier 2016, Percy intègre avec Le Chefresne la commune de Percy-en-Normandie créée sous le régime juridique des communes nouvelles instauré par la loi no 2010-1563 du 16 décembre 2010 de réforme des collectivités territoriales. Les communes de Percy et Le Chefresne deviennent des communes déléguées et Percy est le chef-lieu de la commune nouvelle.

## Politique et administration

### Tendances politiques et résultats
Candidats ou listes ayant obtenu plus 5 % des suffrages exprimés lors des dernières élections politiquement significatives :
- Régionales 2015[12] :
  - 1er tour (54,83 % de votants) : Hervé Morin (Union de la droite) 43,58 %, Nicolas Bay (FN) 20,94 %, Nicolas Mayer-Rossignol (Union de la gauche) 15,13 %, Yanic Soubien (EÉLV) 7,99 %.
  - 2e tour (60,29 % de votants) : Hervé Morin (Union de la droite) 52,40 %, Nicolas Mayer-Rossignol (Union de la gauche) 24,23 %, Nicolas Bay ([FN) 23,37 %.
- Européennes 2014[13] (46,42 % de votants) : UMP (Jérôme Lavrilleux) 35,85 %, FN (Marine Le Pen) 24,47 %, PS-PRG (Gilles Pargneaux) 9,96 %, UDI - MoDem (Dominique Riquet) 9,39 %, EÉLV (Karima Delli) 6,12 %.
- Législatives 2012[14] :
  - 1er tour (63,15 % de votants) : Philippe Gosselin (UMP) 55,39 %, Christine Le Coz (PS) 28,04 %, Denis Féret (FN) 6,69 %.
  - 2e tour (64,95 % de votants) : Philippe Gosselin (UMP) 64,94 %, Christine Le Coz (PS) 35,06 %.
- Présidentielle 2012[15] :
  - 1er tour (84,07 % de votants) : Nicolas Sarkozy (UMP) 40,90 %, François Hollande (PS) 19,80 %, Marine Le Pen (FN) 14,34 %, François Bayrou (MoDem) 12,44 %, Jean-Luc Mélenchon (FG) 5,99 %.
  - 2e tour (85,31 % de votants) : Nicolas Sarkozy (UMP) 63,88 %, François Hollande (PS) 36,12 %.

### Administration municipale
| Période                                  | Période                  | Identité                                | Étiquette   | Qualité |
| ---------------------------------------- | ------------------------ | --------------------------------------- | ----------- | --- |
| Les données manquantes sont à compléter. |                          |                                         |             | |
| 1815                                     | 1819                     | Jean Dufouc                             |             | |
| 1819                                     | 1820                     | Jean-Baptiste Cahours                   |             | |
| 1820                                     | 1823                     | Jean Hurel-la-Fourrière                 |             | |
| 1823                                     | 1830                     | Jean-Baptiste Cahours                   |             | |
| 1830                                     | 1839                     | Alexis Gendrin-Dumesnil                 |             | Notaire, juge de paix Conseiller général de Percy (1833 → 1845)                                                                                       |
| 1839                                     | 1848                     | Roch Villain-Landaizerie                |             | |
| 1849                                     | 1849                     | Jules Dufouc                            |             | |
| 1849                                     | 1854                     | Alexandre Cahours                       |             | |
| 1854                                     | 1861                     | Hector Ganne de Beaucoudrey (1808-1893) |             | Propriétaire Conseiller général de Percy (1858 → 1867)                                                                                                |
| 1861                                     | 1864                     | Félix Hurel la Fourrière                |             | |
| mai 1864                                 | 1887                     | Célestin Blouet (1831-1897)             | Républicain | Notaire Conseiller général de Percy (1867 → 1897) |
| 1887                                     | septembre 1895 (décès)   | Jules Dufouc                            |             | |
| 1896                                     | mai 1897 (décès)         | Célestin Blouet (1831-1897)             | Républicain | Notaire Conseiller général de Percy (1867 → 1897) |
| 1897                                     | novembre 1914 (décès)    | Émile Grente                            | Républicain | Négociant Conseiller général de Percy (1897 → 1914)                                                                                                   |
| novembre 1914                            | octobre 1935 (démission) | Gustave Blouet                          | URD         | Suppléant du juge de paix Conseiller général de Percy (1919 → 1940) Vice-président du conseil général                                                 |
| octobre 1935                             | 1943                     | Émile Lebrun                            | URD         | Chirurgien-dentiste, professeur en école dentaire |
| 1943                                     | 1943                     | Eugène Lhermitte                        |             | Fait fonction de maire |
| 1943                                     | 1944                     | Édouard Hurel                           |             | |
| 1944                                     | mai 1945                 | Émile Lebrun                            | URD         | Chirurgien-dentiste, professeur en école dentaire Conseiller général de Percy (1945 → 1949)                                                           |
| mai 1945                                 | mars 1971                | Philippe Texier-Hugou                   | Ind.        | Vétérinaire Conseiller général de Percy (1949 → 1979)                                                                                                 |
| mars 1971                                | juin 1995                | Michel Loreille                         | RPR         | Médecin Conseiller général de Percy (1985 → 1998) Vice-président du conseil général (1994 → 1998) Président de la CC du canton de Percy (1994 → 1997) |
| juin 1995                                | mars 2008                | Jean Le Maux                            | DVD         | Vétérinaire Premier adjoint au maire (1989 → 1995) Conseiller général de Percy (1998 → 2011) Président de la CC du canton de Percy (1999 → 2008)      |
| mars 2008                                | mars 2014                | Philippe Le Gallet                      | DVD         | Chef d'entreprise |
| mars 2014                                | décembre 2015            | Charly Varin                            | DVD         | Collaborateur au conseil général de la Manche Président de Villedieu Intercom (2015 → )                                                               |

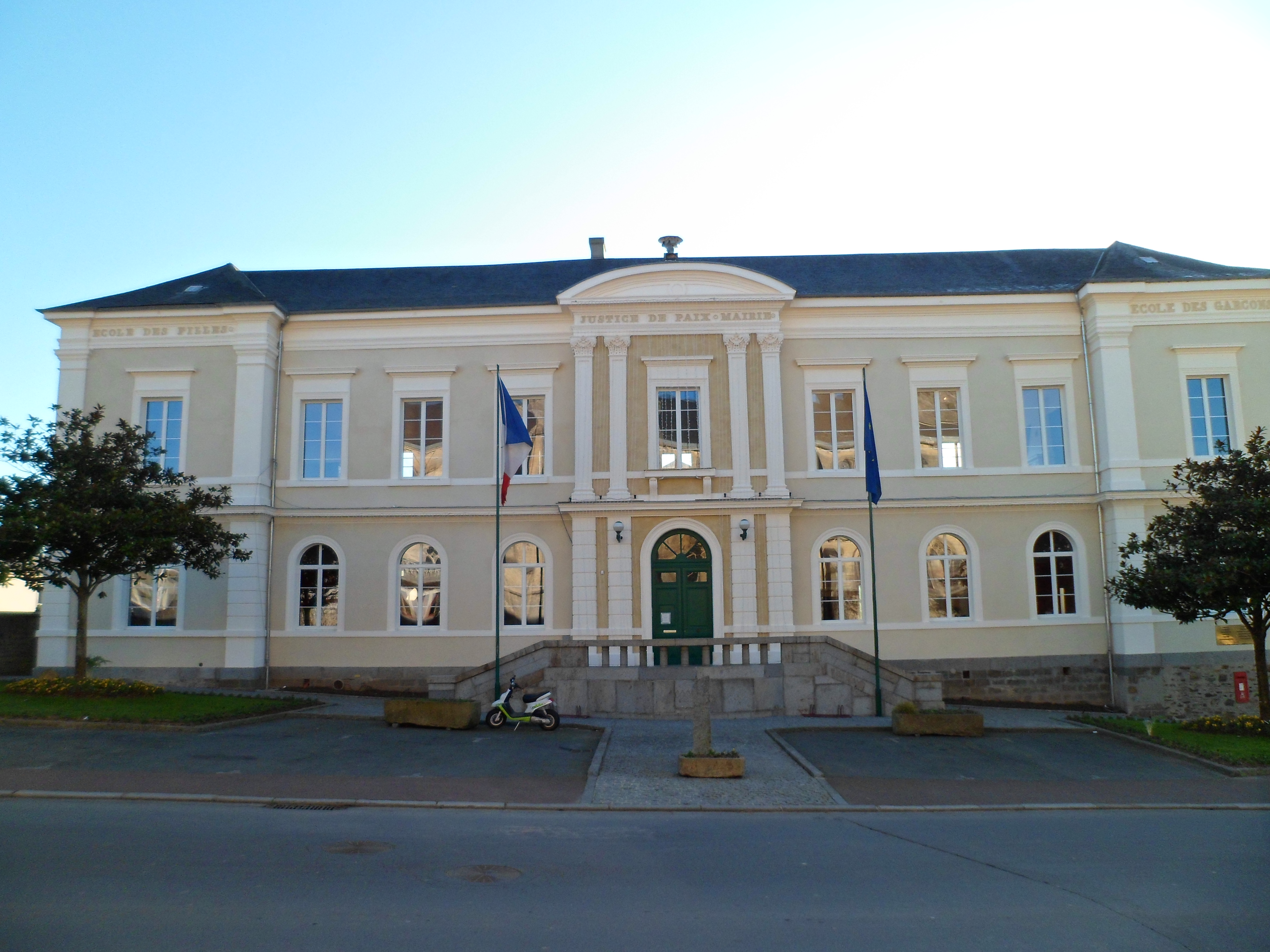
La mairie.

Le conseil municipal était composé de dix-neuf membres dont le maire et cinq adjoints. Ces conseillers intègrent au complet le conseil municipal de Percy-en-Normandie le 1er janvier 2016 jusqu'en 2020 et Charly Varin devient maire délégué.
| Période      | Période   | Identité                    | Étiquette  | Qualité                      |            |
| ------------ | --------- | --------------------------- | ---------- | ---------------------------- | ---------- |
| janvier 2016 | mars 2016 | Charly Varin                | DVD        | Cadre fonction publique      |            |
| mars 2016    | 2020      | Marie-Angèle Deville-Mayeux | SE         | Retraitée finances publiques |            |
| 2020         | 2021      | non pourvu                  | non pourvu | non pourvu                   | non pourvu |
| Jan. 2022    | En cours  | Brigitte Desdevises         | SE         |                              |            |

### Jumelages
- Nursling (Royaume-Uni) depuis 1989[21].
- Rownhams (Royaume-Uni) depuis 1989[21].

## Population et société

### Démographie
En 2021, la commune comptait 2 357 habitants. Depuis 2004, les enquêtes de recensement dans les communes de moins de 10 000 habitants ont lieu tous les cinq ans (en 2007, 2012, 2017, etc. pour Percy) et les chiffres de population municipale légale des autres années sont des estimations.
Percy a compté jusqu'à 3 258 habitants en 1851.
| 1793  | 1800  | 1806  | 1821  | 1831  | 1836  | 1841  | 1846  | 1851  |
| ----- | ----- | ----- | ----- | ----- | ----- | ----- | ----- | ----- |
| 2 950 | 2 952 | 3 056 | 3 006 | 3 182 | 3 184 | 3 215 | 3 215 | 3 258 |

| 1856  | 1861  | 1866  | 1872  | 1876  | 1881  | 1886  | 1891  | 1896  |
| ----- | ----- | ----- | ----- | ----- | ----- | ----- | ----- | ----- |
| 2 965 | 3 003 | 2 974 | 2 974 | 2 850 | 2 716 | 2 721 | 2 606 | 2 591 |

| 1901  | 1906  | 1911  | 1921  | 1926  | 1931  | 1936  | 1946  | 1954  |
| ----- | ----- | ----- | ----- | ----- | ----- | ----- | ----- | ----- |
| 2 571 | 2 554 | 2 532 | 2 328 | 2 364 | 2 343 | 2 432 | 2 295 | 2 385 |

| 1962  | 1968  | 1975  | 1982  | 1990  | 1999  | 2007  | 2011  | 2016  |
| ----- | ----- | ----- | ----- | ----- | ----- | ----- | ----- | ----- |
| 2 391 | 2 371 | 2 259 | 2 263 | 2 143 | 2 129 | 2 216 | 2 289 | 2 291 |

| 2019  | - | - | - | - | - | - | - | - |
| ----- | - | - | - | - | - | - | - | - |
| 2 295 | - | - | - | - | - | - | - | - |

### Sports et loisirs
L'Union sportive de Percy fait évoluer deux équipes de football en divisions de district.

## Culture locale et patrimoine

### Lieux et monuments
- Manoirs de Montfiquet du XVIe siècle, du Mesnil-Céron du XVIe siècle, de Saint-Martin du XVIIIe siècle, de Sienne des XVIIIe – XIXe siècles.
- Chapelle Saint-Hubert de la Vérablière des XVIIIe – XIXe siècles.
- Église Saint-Jean-Baptiste néogothique rénovée en 1928 dans le style flamboyant avec portail du XIIIe. Elle abrite les statues de saint Martin et sain Jean Baptiste du XVe, une verrière du XXe signée Loire.
- Une partie du site (le Pré et le Taillis) de l'abbaye de Hambye qui fait l'objet d'un classement au titre des monuments historiques depuis le 2 mai 1995[26], est situé sur le territoire de Percy.
- L'école élémentaire porte les noms de Blanche et Théophile Maupas (l'un des fusillés de Souain, réhabilité en 1934).
- Le monument aux morts, inauguré par Lucien Dior en octobre 1923, a retrouvé en octobre 2018 son Poilu debout, appuyé sur son fusil dont il avait été privé sous la Seconde Guerre mondiale pour le préserver de la fonte du bronze par l'occupant[27].
- Mont Robin (276 m), point culminant du centre Manche avec belvédère et table d'orientation.
- Ancien moulin.
- Lavoirs au mont Robin et à la Malzardière.
- Stèle de sœur Marthe à la Hennière.
- Maison natale de Georges Grente avec armoiries au-dessus de la porte d'entrée.

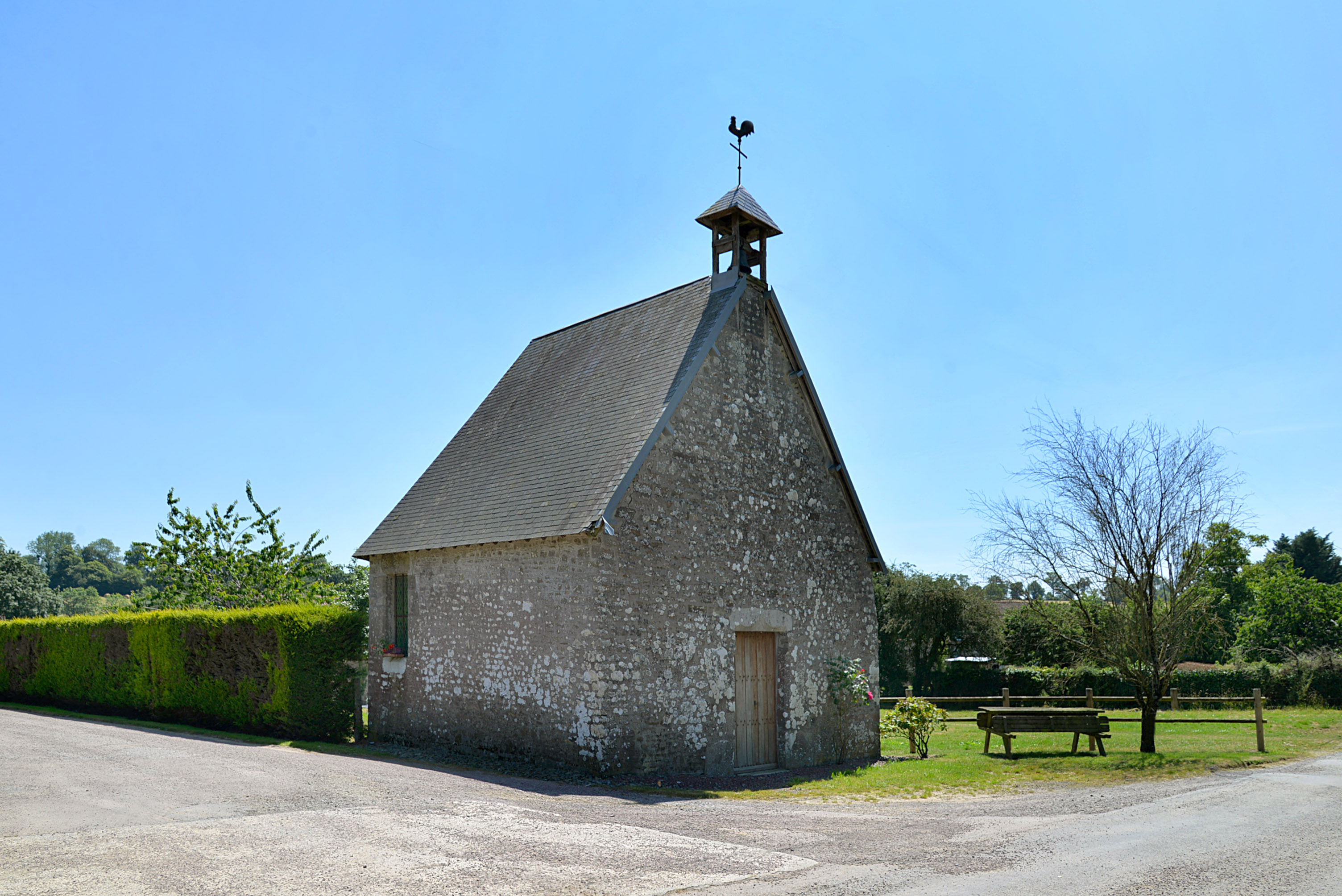
La chapelle Saint-Hubert.
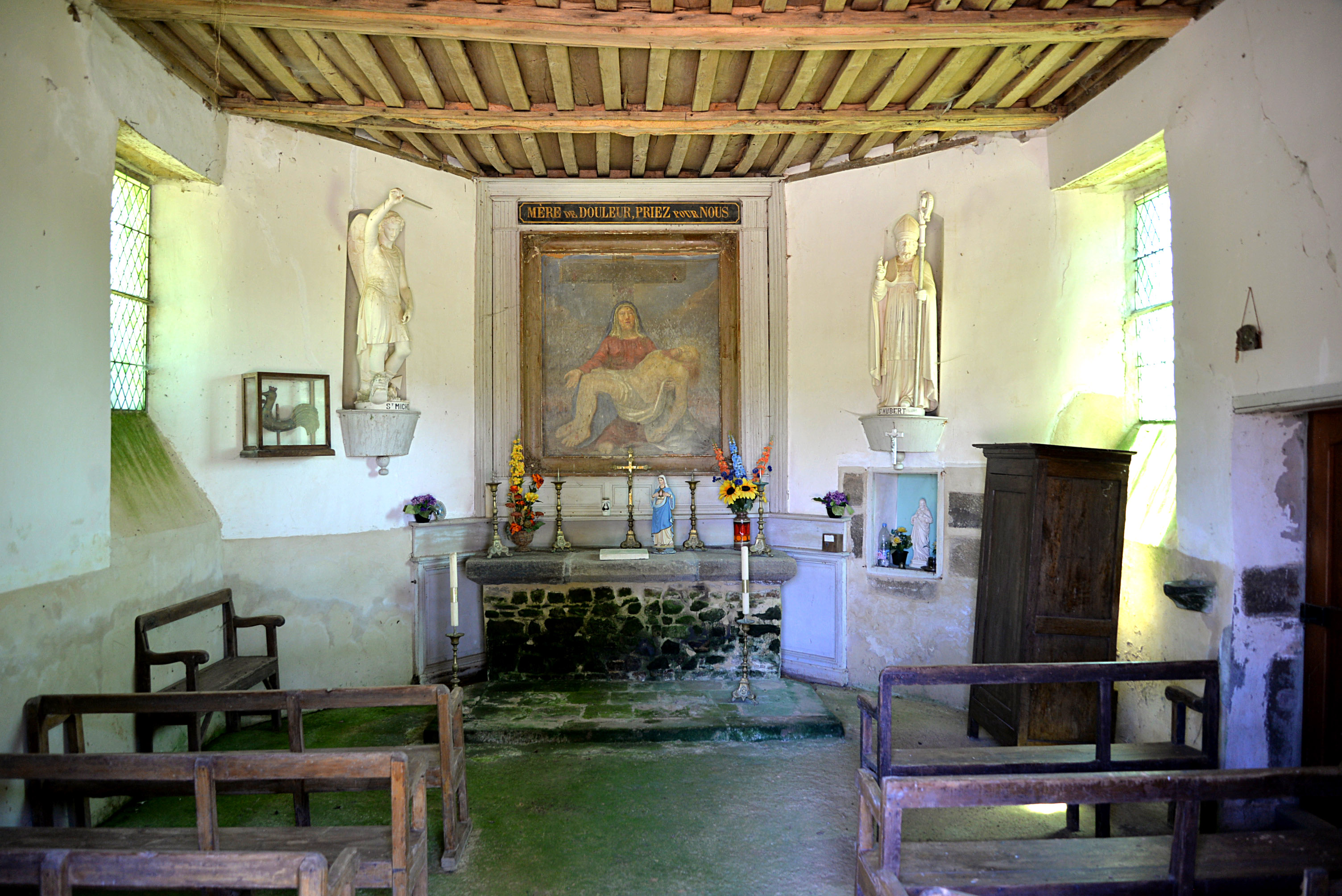
L’intérieur de la chapelle Saint-Hubert.

### Personnalités liées
- Jacques Alexandre Allix de Vaux (Percy, 1768 - Courcelles, 1836), général des armées de la République et de l'Empire.
- Marthe Le Bouteiller (Percy, 1816 - 1883), religieuse des Écoles chrétiennes de la Miséricorde. Humble cuisinière et jardinière, elle fut béatifiée en 1990 par le pape Jean-Paul II.
- Octave Pasquet (Percy, 1869 - 1961), évêque de Séez.
- Georges Grente (Percy, 1872 - Le Mans, 1959), cardinal et académicien.

Percy a donné son nom à la famille anglaise dont descendent les comtes de Northumberland (Henry Percy (1er comte de Northumberland), Henry Percy (9e comte)…) et, plus tard, Thomas Percy, évêque de Dromore.

### Héraldique
| Blason de Tourlaville | Blason  | De sable au chef dentelé d'or. |
| Blason de Tourlaville | Détails |                                |